# ギルティ 悪魔と契約した女
『ギルティ 悪魔と契約した女』（ギルティ あくまとけいやくしたおんな）は、関西テレビと共同テレビの共同制作により、フジテレビ系で、2010年10月12日から12月21日まで毎週火曜22時 - 22時54分に放送された日本のテレビドラマである。主演は菅野美穂。
15年前の悲劇の謎を解明しながら、犯罪を犯した人々に復讐をするために生きる女と、生きる意味を見失ってしまった男、そこに怪しげな男女たちの想いが交差し、やがて驚愕の真実が明らかになっていく愛とミステリーである。

## あらすじ
15年前、姉の夫と息子を殺したという無実の罪を着せられ、13年間も服役していた野上芽衣子。出所後、彼女はペットサロン「モンアンジュ」で働きながら、事件の真相を探り、罪を犯した者達に復讐をしていく。
一方、警視庁のキャリア組の警視・真島拓朗は、自分のミスが原因で後輩を失って以来、生きる意味を見失っていた。彼は偶然出会った芽衣子が、15年前に起きた事件で服役していたと知り驚愕する。そして事件を追いかけるうちに、思いがけない真相が徐々に明らかになるが、しだいに芽衣子に惹かれていくのだった。

## キャスト

### 主要人物
野上 芽衣子（のがみ めいこ）〈33〉
演 - 菅野美穂
本作のヒロイン。白金のペットサロン『モンアンジュ』で働くトリマー。1977年4月14日生まれ。明るく丁寧な接客とトリミングの腕前から、数多くのセレブの愛犬家や同僚から評判を得ている。実は19歳の時に義兄と甥を殺害したという「北区毒入りチョコレートケーキ事件」において無実の罪を着せられ、13年間服役していた過去がある。出所後、事件の真相を探ると同時に当該事件における罪を犯した者達に復讐を目論んでおり、自ら命を絶つよう巧妙に追い詰めていく。
冷酷な復讐者を振る舞っているが、本人は復讐を行うたびに良心の呵責に苦しみ傷つく。羽根の形のネックレス（姉が自殺時に身につけていたものと判明）や、赤い封筒を家族の無念の象徴とし、真の黒幕にたどり着こうとする。
「あなたの命で償いなさい」が復讐時の決めゼリフ。その言葉通り、復讐完了後にはより大きな悪となった自身の命を捨てる決意をしている。
偶然知り合った、自分と同じ心に深い傷を持つ真島とは心を通わせていくが、復讐のキーパーソンとなる堂島に「恋なんかしてる場合か」と指摘されており、過酷な運命の中、自らの想いを真島に伝えることはなかった。
しかし真島の溝口に対する憎悪を間近で目の当たりにし、あと少しで溝口を殺害するところを阻止。真島の無念と彼を犯罪者にさせない為に自身が代わりに溝口を殺害し、直接的に想いを伝えはしないものの「誰かを守る」という行動で芽衣子の真島への想いが具体的に現れている。
第9話では万里から真島が刑事を辞めると聞き、真島に一連の自殺は自分が仕向けたと告白。溝口殺害の件で芽衣子を庇い守ろうとする真島に自らの真実を明かすことで自分が守られる存在ではない事を示す。その後は、黒幕が法務副大臣の三沢とその息子の準という大きな存在ということもあり真島を巻き込みたくない一心で距離を置こうとする。
母からは強く虐げられ、唯一、理解してくれる存在だった姉の家族を悲惨な運命で無くし、生き残った姉も自身の冤罪により自殺。黒幕により長期間投獄され本人によれば「光の届かない人生」だった。
またその過酷な運命から自分に価値がないと思い込んでいるため、真島に守られることを最後まで拒否した。真島との時間を過ごし優しさやときめきを感じ心が揺れ、更に良心の呵責に苦しみながらも姉のネックレスに手を当て復讐を遂げる悪の心を律している。実際は三輪や堂島が彼女を守るために命を投げ出しており、真島が芽衣子の最期に彼女の意思を尊重したかどうかは不明。
全ての元凶であった三沢準を自らの手を下し葬った後、命を絶とうとするが黒幕によって警察上層部への圧力により留置されていた真島を万里が解放し駆けつけた真島に阻止される。それでも命を絶とうと抵抗するが真島に生きて償うよう促され、「ずっと待ってるから」と告げられる。それでも抵抗し真島によって殺人容疑で逮捕される。温情により母、千津との面会を行った直後に逃走し、真島が元の道に戻ることを望みながら、姉の自殺と同じ場所である高台の公園で服毒自殺を遂げた。死に際、駆け付けた真島に自身の想いを伝えて彼の腕の中で息を引き取った。
真島 拓朗（ましま たくろう）〈32〉
演 - 玉木宏
もう1人の主人公。 警視庁捜査一課の第一強行犯捜査係のキャリア組の刑事（階級:警視）。聡明かつ有能で、幹部候補として将来を嘱望されていたが、1年前に自分のミスが原因で捜査中に部下である宏太を死亡させて以来、生きる意味を見失う。
正義感は強いが、そのために向こう見ずで視野が狭い面があり、結果として自分ではなく周囲に被害を振りまく形となり、自分と周囲に十字架を背負わせることとなる。
過去の事件を機にキャリアとしての地位も捨て自暴自棄の毎日で、万里の正論にも耳を傾けないほど警察内部で孤立し荒れた生活をしていたが、芽衣子には感情を素直に表し心を通わせていく。一連の不審死事件を追ううちに、背後の芽衣子の存在に気付く。
失踪した上司の三輪が15年前の北区毒入りチョコレートケーキ事件と関係があることを知り、被疑者である芽衣子に刑事の身分を隠して接触する。(ペットサロンにはSEと名乗る)
堂島から芽衣子のことや、一連の不審な自殺について情報を得る代わりに三輪の失踪に関わる情報を渡す。だが、芽衣子と堂島が裏で繋がっていることには気づいていなかった。
芽衣子には初めは捜査の名目で接触していたが、過去犯罪者とは思えないような人柄に触れ次第に惹かれていく。一方万里には「捜査の為？それとも自分自身の為？」「犯罪者と恋愛させる為に別れたんじゃない」と咎められる。しかし万里の忠告、芽衣子からの拒絶に屈せず最後まで芽衣子に対して真っ直ぐな想いを持っていた。
同僚の万里とは元恋人ではあるものの、現在の関係は真島の過去の事件からのやさぐれた態度により冷淡な様子。第1話で一度万里の携帯に着信を残した描写があったが(それが元カノだから頼っているのか、同僚で頼っているのかは明らかではないが)芽衣子と関連する事件を追うことで皮肉にも刑事としての立ち直りを見せ、万里にも今までにないくらい本気になっていると思わせている。
芽衣子に惹かれるようになってからは、刑事の身分も明らかにし芽衣子から真実が告げられるのを待った。上司の三輪から告げられた冤罪の事実を受け、芽衣子を信じ支えていこうとする。
上司であった三輪が、宇喜田の裏切りにより宏太を焼殺した溝口に刺殺されたため、復讐に激昂するが芽衣子に阻まれる。しかし、溝口に関しては結果的に真島に惹かれつつあった芽衣子の十字架を増やすこととなった。溝口死亡後は警察を辞めようと決意、自身で芽衣子を守ろうとする。
芽衣子に対し、冤罪確定以前から愛情を持っている。しかし、本人には伝わらず、一方で周囲には感づかれている。芽衣子自身が自らの命を囮にするため、接触が少ない溝口にさえ「好きな女」として脅しの対象とされたり、宇喜田にも逃亡を図る際の人質に取られている。
ただし、銃の扱いに長けていたようで、人質となった芽衣子から自分ごと宇喜田を射つように懇願されたが、的確に宇喜田の右腕のみを撃った。さらに、宇喜田が騙し撃ちで真島の射殺を目論んだ際に相撃ちとなるも、宇喜田のみ死亡している。
芽衣子が真相を告白した後は、三輪や堂島から芽衣子を託された事もあり、警察という立場に戻り彼女の復讐を必死に阻止する。
服毒自殺直後の芽衣子にキスをした後、意識を失ったかのように見えるが、その行為が覚悟の自殺か別れの印かは生死も含め不明。ただしキスをする前に芽衣子の顔に顔を近づけた際に何か(毒の服用？)に気づいた描写があり、キスをして暫くして体勢が前屈みにガクッとなっている。

### 警視庁 捜査一課
榎本 万里（えのもと まり）〈32〉
演 - 吉瀬美智子
第一強行犯捜査係の刑事（階級:警部補）で、真島の元恋人。常に冷静沈着で正義感が強い。約半年前、自力で真島に立ち直ってもらおうと別れたが、彼の事を忘れられずにいる。当初は真島が気にかけている上、一連の自殺事件の陰に見え隠れする芽衣子に疑惑を持ち疎んでいた。
真島が芽衣子の存在を捜査のパートナーである万里に隠し続けた結果、真島の芽衣子に対する感情に早くから気付く。そのため、冤罪の事実が判明するまでは芽衣子を「野上」と呼び捨て、「犯罪者」と呼称し真島に近づかないよう警告する。
過去の関係から、真島が芽衣子を溝口から救った際も真島に対して「（警察官としてではなく）野上だから救ったのか？」という質問を投げかけるも「分からない」と返された。その直前にも、芽衣子が溝口に襲われた真島に一晩付き添った翌朝に真島のマンションから出てきたところに遭遇し「近づいちゃいけないって分かってるけどどうすることもできない」と打ち明けられ、2人がお互いに惹かれあっている事を知る事になる。
自分の中のルール（正義）を守るため、上層部に楯突くなど捜査一課の中で一番男らしい行動を見せる。また真島の地位を守るため宇喜田の嫌がらせやセクハラに近い指示にも耐えるなど、真島に対するサポートも並々ならぬ決意をもっている。
芽衣子から指摘されたとおり、人を疑うことを悪とは思っていない。ルールを守るために必要な行動と思っている。
ただし、芽衣子の事件に関する過去の真相を知った時純粋な共感が生まれ、その後は芽衣子を守ろうとし、犯罪者ではなく一人の女性として扱っている。
宇喜田の死後、芽衣子が真の黒幕に渡す予定だった白いUSBメモリを密かに回収し、そこに保存されていた高校時代の準の画像データを見て三沢親子が黒幕であることを真島に教える。
捜査一課の同僚が真島を留置し、次々と権力に屈する中最後まで真島と芽衣子の2人を引き合わせようとする。真島の留置を解放(万里によればルールを破っただけで正義は捨てていない)し、真島にしか芽衣子の自殺を止める事は出来ないと告げ芽衣子の元へ行かせる。また、琴美が15年封印していた真実を芽衣子に懺悔させるなど手腕も高い。
結果的に芽衣子は、事件の真相を綴った堂島の記事が保存された遺品である赤いUSBメモリを信用できる万里に送付し命を絶った。また、真島に対しての最後のメッセージも託している。
遺稿となった堂島の記事を上層部に報告しても握り潰されると判断し、マスコミに公表することを決意している。
門倉 了（かどくら りょう）〈32〉
演 - RIKIYA
第一強行犯捜査係の刑事。
上司には卑屈ともいえるほど腰が低いが、部下への態度は非常に威圧的で、暴力も辞さない。自暴自棄だった真島に対し、相当の反感を抱いており、キャリアで力を持っているにもかかわらずそれを放棄したため真実に辿り着けなかった旨を指摘している。真島から辞表を預かるが上層部には提出していないため、反感を持ちつつ、ある程度の仲間意識もあったと思われる。ある意味で、暴走する正義感の真島とは対照的な、現実と理性を持った弱者の正義感の男。
宇喜田に寄り付いていたが、次第に疑惑を抱くようになり、芽衣子が送った溝口との繋がりを示す写真を見た後は犯罪者として追うことを決意する。宇喜田の犯罪が判明した後は、「恥をかかされた」と宇喜田の逃亡に対して激怒しており、三沢親子をマークする真島に捜査一課を挙げて協力するなど刑事としての使命感を見せた。
ただし政治介入により雲行きが怪しくなった後は、真島の懇願にも耳を貸さず、上層部の指示により真島を留置し権力に屈している。
三輪 周平（みわ しゅうへい）〈51〉
演 - モロ師岡
管理官。部下の真島が自暴自棄だった頃も説得し、最後まで真島を信じていた上司。1959年3月10日生まれ。非常に達筆であり、堂島に「趣がある」と評されている。
15年前の事件の元鑑識官であり、証拠の隠滅や捏造を行ったことで現在の地位を得た（実際には妻の命を盾に取られていた）。以来ずっと罪の意識を感じており、芽衣子の無罪を証明しようと真島に宇喜田らの捜査を妨害工作を頼む。
当初は芽衣子の復讐相手の対象だったが、芽衣子の行った自殺教唆を全て自分の罪として被ろうとし、芽衣子が普通の人生を取り戻せるように「真島という後輩を頼るように」とその存在を手紙に託す。実際には、その時点で既に真島と芽衣子は交流関係にあったが、交流が無かった場合、芽衣子を守れる唯一の存在として真島を認識していたことは大きい。
芽衣子が収監された後は償いのために10年以上に渡って月々の貯金を行い、『モンアンジュ』の前にその通帳を置いて去った。その通帳が芽衣子にとって大きな救いとなったが、三輪が最後まで望んだ芽衣子自身の人生を生きることは叶わなかった。
第7話にて宇喜田に自首するよう詰め寄り、あらかじめ待機していた芽衣子に冤罪の真実として録画させる。その後、宇喜田が差し向けた溝口に刺され致命傷を負い、真島に看取られながら息を引き取った。
しかし、その死は上層部により暴力団との抗争によるものとされた。ただし、堂島の遺稿には証拠も含めて事実が記述されている。
藤井 優（ふじい まさる）
演 - 永江祐貴
第一強行犯捜査係の刑事。
高部（たかべ）
演 - 大下源一郎
第一強行犯捜査係の刑事。
- その他の第一強行犯捜査の刑事 - 赤丸正幸、椎場辰朗、増田雄二、山之内力哉

### ペットサロン「モンアンジュ」

#### スタッフ
小山内 琴美（おさない ことみ）〈42〉
演 - 横山めぐみ
芽衣子のことを気に掛けてくれているオーナー。琴美の母親は三沢豪の元婚約者であったが、三沢が政略的に有利な結婚を選んだために琴美がお腹にいる間に捨てられた。琴美は、母の復讐を果たし三沢を失脚させるため、異母弟にあたる三沢準を唆して事件を起こさせた。本人もまさかこの様な事件になるとは思ってもいなく、芽衣子が冤罪を被った時にも真実を言い出すことができなかった。芽衣子が三沢準を殺害し真島に逮捕された所、万里に連れられ全てを芽衣子に打ち明けた。
矢部 彩乃（やべ あやの）〈29〉
演 - 滝沢沙織
芽衣子とは同僚のトリマー。リストカットの過去があり、芽衣子が服役していたことにも動揺していない。芽衣子と真島の恋を応援している。SEと名乗った真島にPCが苦手な芽衣子に操作を習うようきっかけを作ったり、2人に対しそれとなく助言をしている。

#### ペット
アン
犬種はジャックラッセルテリア。三輪家で飼われていたが、三輪の失踪と繁代の入院により世話をする人間がなく、身重だったため、モンアンジュで引き取り、芽衣子が世話をしている。出産後、育児拒否でうつ状態になったため、モンアンジュの営業時間外は真島が世話をしている。
レオン
犬種はロットワイラー。以前の飼い主から虐待を受けていたため、人を恐れるところがあるが、芽衣子には懐いている。しかし、彩乃と客に噛み付いたため殺処分された。

### 容疑者（主要人物の復讐相手）
宇喜田 元（うきた はじめ）〈52〉
演 - 吉田鋼太郎
警視庁捜査一課理事官（階級：警視）である。近く警視正への昇任も噂されているが、その出世は北区毒入りチョコレートケーキ事件の隠蔽によって得られたものである。非常に横柄で権力欲が強く、力こそが全てで強者が弱者を踏み躙ることを当然と言い切る陰険で傲慢で腹黒い性格の古狸で悪徳警察官。
真島の解雇をちらつかせ、万里のことはクラブのホステス程度しか思ってなく暗にセクハラ行為である肉体関係の強要をほのめかす嫌がらせをしていた。
真の黒幕は三沢であるが、冤罪の発端と提案をした、事件の元凶と言うべき存在。芽衣子の冤罪後も地位を守るため、様々な悪事に手を染めていた。ただし、力が無ければ行動を起こすことが出来ない旨の発言を行っており、警察官となった後に彼の暴走を発端させる出来事があったことが示唆されている。
第7話にて芽衣子の策略で、溝口を脱走させたうえで人々を襲わせていることが判明する。自らの指示による襲撃であることが警察内部に露呈し、身を隠すことになる。第9話で三沢に堂島を始末するように命令され、息子の命をダシに罠にはめるが逆に堂島にはめられ、自殺教唆と銃刀法違反で逮捕される。しかし護送中に部下であった刑事を返り討ちにして逃走した。
その後は三沢に匿われていたが、実際には監視状態に置かれていた。第10話にて捜査一課で保護していた芽衣子から堂島の原稿が入ったUSBメモリを奪おうとする。その際に芽衣子から自身が冤罪のターゲットに選ばれた理由を尋ねられたが、「力が無いお前にこそ原因があった」と謝罪ではなく責任転嫁を行ったうえで射殺しようとし、潜んでいた万里から「最低な人間」と断罪された。
芽衣子の策略で内線電話で繋がっていた警視庁記者クラブに自らの罪を晒されてもなお、万里を襲い芽衣子の命を奪おうとする。駆けつけた真島に対し、芽衣子を人質として取り逃亡を図ろうとしていたが、万里の機転により芽衣子を奪還されたうえに真島に右腕を撃たれる。それでも真島を騙し撃ちで射殺しようとするも返り討ちにされる。最期は致命傷を負いながらも、自らの権力と地位に異常なまでの執着心を露わにするかの如く、理事官のデスクに座り絶命した。
北村 良和（きたむら よしかず）
演 - 浜田晃（第1 - 7話）
桜葉館（おうようかん）学園高等学校・元理事長。
北区毒入りチョコレートケーキ事件の裁判で、生徒が学校から青酸カリを盗み殺人を犯した事実を恐れ嘘の証言を行う。
芽衣子に生まれたばかりの孫（実は人形）を楯に追い詰められ飛び降り自殺した。
菅沼 俊也（すがぬま としや）〈31〉
演 - 波岡一喜（第1話・第4話）
東都中央銀行の銀行員。桜葉館学園高等学校の卒業生。
北区毒入りチョコレートケーキ事件で同級生の金谷と先輩の準とともに学校から青酸カリを盗み、チョコレートケーキに入れた時の見張り役。裁判では嘘の証言を行う。
芽衣子に妊娠中の妻を楯に追い詰められて駅のホームで服毒自殺をした。
松永 征一（まつなが せいいち）
演 - 石丸謙二郎（第2 - 7話）
弁護士。裏では悪事（脱税や贈収賄や裏金）に手を染め、北区毒入りチョコレートケーキ事件の裁判では、まともな弁護をしなかった。それどころか芽衣子が無罪を主張しているにもかかわらず威圧した上で「死刑になりたくないなら自白しろ」と脅迫する典型的な悪徳弁護士である。
前述の2人とは異なり、娘を人質に取られても自殺しようとはしなかった冷酷な金の亡者だが、それを見抜いていた芽衣子の策略に嵌り、電話ボックスで自殺に見せかけられて窒息死した。
金谷 文則（かなや ふみのり）〈31〉
演 - 山崎裕太（第4 - 7話）
IT会社「サイバーロード」の社長。桜葉館学園高等学校の卒業生。
北区毒入りチョコレートケーキ事件で菅沼とともに学校から青酸カリを盗み、チョコレートケーキに入れた実行犯。裁判では嘘の証言を行う。社長という地位にありながらも、会社の経営は他の役員に任せっきりであり、それに加えて会社の資産を私的に使用していた。祖母に頻繁に連絡を取り合う等の所謂「おばあちゃん子」であり、芽衣子に弱味を握られるきっかけとなる。
芽衣子の策略に嵌り、会社資産の私的流用と覚せい剤に手を染めていたことをマスコミに公表されて社長の座を解任され、さらに芽衣子に祖母を人質に取られた上、黒幕に始末されると脅されたことで社長室でネクタイで首つり自殺した。
三沢 準（みさわ じゅん）〈32or33〉
演 - 柏原収史（第9話 - 最終話）
民自党代議士である三沢の息子で私設秘書を務めている。
父が自分を駒としてしか見ておらず、幼い頃から愛情を注がれずに育ったため、鬱屈した感情を抱いており、それを異母姉に当たる琴美に付け込まれ、後輩である菅沼や金谷を使って北区毒入りチョコレートケーキ事件を起こした張本人。
琴美は「父の力に頼らずに人を動かせるか」と、父親の後楯がない状態での準の無力さに対する指摘を行ったにもかかわらず、短絡的に殺人を行うなど自尊心の高さに反して軽率。また、芽衣子に対し、「息子がねじ曲がったことに対して、父親に責任を感じさせたかった」と一家殺人の動機を述べるなど、父親に劣らず人を駒としか見られない性格である。芽衣子が特に一番激しい憎悪と殺意を抱き、「他人の人生を弄んだ」と最後まで殺してやりたいくらい許せず、直接手を下した唯一の人物である。
桜葉館学園高等学校に在籍していたが、それを父の権力で隠蔽し、ワシントンD.C.に留学していたと学歴詐称をしている。
父に捨て駒として15年間支配され続けていたため、芽衣子が現れたことを好機とし父を葬り去った。父は死の直前に息子を怪しみ返り討ちにしようとするなど、血が繋がった親子であるにもかかわらずお互いを殺すことに迷いや良心の呵責は見られなかった。命を賭けて家族の無念を晴らそうとした芽衣子とは対照的な存在となっている。
自分が巻き込んだ挙句結果的に自殺に追いやられた4名に対し、罪の意識は全くと言っていいほどなく、逆に「関係者を処分してくれて助かった」と4人の命を切り捨てている。生き残った最後の当事者である芽衣子を射殺して完全に自由になろうとするが、そのことを予測していた芽衣子に「お坊ちゃま」と罵られて逆上し、罠として用意されていた排水溝に転落し閉じ込められる。最期は排水溝に水を流し込まれ、芽衣子に命乞いをしながら溺死した。
左薬指に指輪をしているため、婚約あるいは結婚をしているのではないかと思われる。
三沢 豪（みさわ ごう）
演 - 津嘉山正種（第10・最終話）
琴美と準の父親で法務副大臣。民自党の次期代表候補。
息子が起こした北区毒入りチョコレートケーキ事件を、警察内部に圧力をかけて隠蔽した。
しかし準への愛情は全くなく、自らにとって都合のいい駒としか見ていない。殺人が判明したときも息子への贖罪どころか、完全な支配下に置き捨て駒として反抗を許さない人生を送らせた。非常に傲慢で目的のためなら手段も選ばない自己中心的な性格。地位を守るために人の抹殺も躊躇無く行うようで、政治記者にとっても「アンタッチャブル」な存在とされている。その理由として法務系の代議士として暗躍しているために、警察さえも自由に操作できる存在とされる。
準が政治資金問題の責任を取ると宣言し、油断させようと乾杯に注いだワインを逆に怪しみ、準に飲むことを強要する。そして、自身が保管していたブランデーで乾杯をし毒殺を免れたかのように見えたが、それを見越して準が毒を入れていたため死亡した。その死は準によって、政治資金問題を苦に病んでの自殺とされた。
溝口 猛（みぞぐち たける）
演 - 金井勇太（第1・2話、第6 - 8話）
真島の復讐相手。通り魔連続殺人事件の容疑者で、真島と宏太に追い詰められるが、真島の目の前で部下の宏太を焼殺する。
その後の裁判で心神喪失が認められて無罪となり、病院送りとなるが、宇喜田の手引きにより脱走、彼の指示により真島、万里、芽衣子を殺そうとする。
通り魔殺人も含め、快楽連続殺人犯。動機など存在しないが、殺人により恐怖する被害者の表情に快楽を抱いており、通り魔事件の際、正気であったが殺人後に覚せい剤を打ち心神喪失状態となった。ただし、その後は逆に覚せい剤の常習者となっている。心神喪失状態を偽称するためか通常はおどけた表情や動作しか見せない。
殺人を行う際に舌を出し独特のおどけた表情やポーズを取る。通り魔事件の担当だった真島に強く興味を抱いているようで、三輪や鶴見を人質に取り真島に宏太と同様の焼死を強要したり、芽衣子を焼殺しようとした際も「うらやましい」などと発言している。その際の表情が非常に激高している。他の被害者にはそういった表情を見せず淡々と殺人を行っている。
自身が心神喪失状態であるのを確信して犯罪を行っており、自分を裁けない真島を嘲笑っている。
第8話で芽衣子に手を組もうと持ちかけ、真島を呼び寄せて目の前で芽衣子を焼殺しようとする。駆け付けた真島に件の台詞や表情を見せようとして芽衣子の不意打ちに遭い、バランスを崩し灯油が撒かれた穴に転倒。自分自身が持っていたライターが転落した穴の灯油に引火し、悲鳴をあげながら焼死すると言う自業自得の最期を遂げた。

### 芽衣子の家族
野上 千津（のがみ ちづ）（65）
演 - 岩本多代（第1 - 4、第7・8・最終話）
芽衣子の母。愛人を作って家を出た夫に芽衣子が似ていたため、実の娘でありながら芽衣子を嫌い、冷遇していた毒親。
小夜子の自殺後、後を追って死のうとしたが、一命を取りとめ、現在は介護施設に入っている。
最終回で訪ねてきた万里に芽衣子は無実であったことを聞かされて心が壊れ、芽衣子のことすらわからない状態になってしまったものの、虐げていたことに罪の意識は感じていたようで芽衣子に謝罪、親子の和解を果たした。
川崎 小夜子（かわさき さよこ）
演 - 紺野まひる（第4・8話）
芽衣子の姉。芽衣子の服役中に自殺。
トリマーの資格取得を目指す芽衣子を応援し、いつも身に付けていた羽根のペンダントを合格したら芽衣子にあげる約束をしていた。そのペンダントは死後芽衣子が肌身離さず身に付けている。
川崎 翔（かわさき しょう）
演 - 加部亜門（第2・4話）
小夜子の息子。北区毒入りチョコレートケーキ事件の被害者。
川崎 順（かわさき じゅん）
演 - 塚原大助（第2・4話）
小夜子の夫。北区毒入りチョコレートケーキ事件の被害者。

### その他
鶴見 真人（つるみ まさと）〈27〉
演 - 水上剣星
真島が通う酒場のバーテンダーで亡き宏太の親友。真島が唯一心を許せる存在で、彼には立ち直って欲しいと思っている。
終盤のアンの世話役。
堂島 基一（どうじま きいち）〈47〉
演 - 唐沢寿明
裏社会の話題を取り扱うジャーナリスト。ゴシップネタを捜し求めては金に換える卑劣さから、警察を始め、周りから毛嫌いされているが、悪びれる様子は一切無い。ぼさぼさの長髪、ホームレスのような風貌をしている。万里からは「ドブネズミ」と吐き捨てられている。
基本的には真島や万里に冗談を言って邪険にされる。真島のことを「拓ちゃん」「たーぼう」万里のことは「まりもちゃん」「マリリン」と呼んだりしている。
15年前の芽衣子の事件を宇喜田から受けた偽リーク情報を元にセンセーショナルに報じ、一時期名声を得た。また宏太の記事についても同様にセンセーショナルに報じている。
出所した芽衣子と接触、懺悔と後悔からか復讐相手たちの情報を提供していた。三輪が望んだように芽衣子が行った自殺教唆の罪を三輪に被せようとするが、芽衣子に抵抗され、「またお前が標的になる」と脅す。ただし、同じ懺悔の気持ちを持った三輪の意図を重視していた可能性もある。
真島にも自ら近づき、不審な自殺者や芽衣子の情報を提供していた。死の前夜には真島の家に訪れ、刑事を辞めると発言した真島に対し、「せめて自分が守るって決めた者は守り通せ」と一喝する。
真島の因縁の相手である溝口を芽衣子がターゲットとしたときには「（復讐に関係ない相手を追いつめるのは）ただの殺人鬼だ」と諭すなど、軽薄な言動の陰に良識な本音を見せる。（ただし、芽衣子自身が溝口から命を狙われていた）芽衣子が溝口との一騎討ちの際に、真島に溝口の居場所を教えた後「間に合ってよ、真島ちゃん」と発言したり、溝口が焼死した直後初めて自らが手をかけ震える芽衣子を抱きしめる真島を、陰で神妙な面持ちでひそかに見ていたりと、芽衣子のこの先を心配している素振りも見受けられる(復讐は自殺教唆なのでこの時点では直接は殺害していない)
ふざけた言動が多いが、自身の信念は「一流の記事を書くこと」としており、芽衣子の事件に関して、黒幕が誰なのかを伝えるためにあえて宇喜田の罠に嵌り、自殺教唆の現行犯として嵌め返した後に飛び降り自殺をした。ジャーナリストの贖罪として、事件の真実を遺稿として完成させている（黒幕の氏名のみ芽衣子が加筆）。
15年前、堂島は宇喜田から受けた偽リーク情報を事実だと思い込んでいた、またその記事によって家族とも別れることになり、人生を狂わせられてしまったことから、彼もこの事件の一種の被害者であったことが後に分かる。
生前に芽衣子の事件の真実を書いた原稿の入った赤いUSBメモリと、｢俺への復讐、一手間省けたろ」というメッセージの入った封筒を親しかったホームレスに託し、芽衣子に届けさせた。
真島にはデジタルカメラを届けさせており、残された動画メッセージに、黒幕が三沢とその息子・準であることを明かしている。宇喜田が殺されることも予知していた。また芽衣子が桜葉館学園高等学校で全ての決着を付けるであろうことを示唆したメッセージになっている。
15年間見てきた事もあって芽衣子の真島への想い(芽衣子自身が自覚する前から)を見抜き、同時に真島の芽衣子への想いも何となく見越している。最初は芽衣子の復讐に陰を落とす真島の存在を牽制していたが、芽衣子が復讐が完了した後、自殺することを見越しており、何度か真島に芽衣子を救出させている。最終的には「芽衣子を守れ」と自身に出来なかった望みを真島に繋ぐ。

### ゲスト
三輪 繁代 - 梅沢昌代（第1話）
周平の妻。足を骨折して入院している。
菅沼 知香 - 原田佳奈（第1話）
俊也の妻。
北村 麻由美 - 石橋けい（第1話）
良和の娘。
吉井 宏太 - 川野直輝（第1・2話）
真島の後輩刑事。溝口に殺される。
パティースリー立花の店長 - 俵木藤汰（第2話）
桜葉館学園高等学校・現理事長 - 児玉頼信（第2話）
吉井 孝 - 大鷹明良（第2話）
宏太の父親。
松永 美咲 - 美山加恋（第2・3話）
松永の愛人の娘。重い心臓病を患い入院。
田辺 厚 - 戸田昌宏（第2・3話）
松永の弁護士事務所の事務員。松永の指示で非弁行為を行っていたが、罪をなすりつけられ解雇される。その後、芽衣子に焚き付けられ、松永の隠し金庫の金を横領する。
松永 陽子 - 笠木泉（第2・3話）
松永の妻。美咲の継母。
病院の医師 - 真勝國之（第3話）
平田 勇次 - 並樹史朗（第3話）
元捜査一課の刑事。北区毒入りチョコレートケーキ事件の捜査を担当。
アナウンサー - 杉本なつみ（関西テレビアナウンサー、第3話）、村西利恵（関西テレビアナウンサー、第8話）
大河原 正彦 - 島津健太郎（第4話）
栃木北刑務所看守部長。万里に三輪が芽衣子について尋ねにきたことを話す。
田村 - 谷川昭一朗（第4話）
元鑑識。三輪と共に北区毒入りチョコレートケーキ事件の鑑識を担当。
堀 陽介 - 桜井聖（第4・5話）
金谷の秘書。
原 ミエ - 上岡紘子（第4・5話）
金谷の祖母。
高橋 遥 - 岩佐真悠子（第4・5話）
金谷の恋人であり、金谷が覚せい剤に手を染めていることをマスコミに公表した。
IT会社取締役- 服部桂吾（第5話）
ホームレスの男 - 芝崎昇（第6・9・最終話）
第9話で芽衣子に堂島のUSBメモリが入った封筒を渡し、最終話で真島に堂島の動画メッセージが保存されたデジタルカメラを渡した。
堂島 基晴 - 澤田怜央（第6・9話）
堂島の息子。高校に通いながら、駐車場でアルバイトをしている。
刑事部長 - 須藤雅宏（第7話）
麻薬売人 - 水野直（第8話）
帝都新聞社の記者 - 小浜正寛（第9話）

## スタッフ
- 原案 - 相沢友子
- 脚本 - 大久保ともみ、平野悠希
- 音楽 - 住友紀人
- 主題歌 -  JUJU「この夜を止めてよ」（ソニー・ミュージックアソシエイテッドレコーズ）[1]
- 演出 - 小林義則・植田泰史（共同テレビ）、白木啓一郎（関西テレビ）
- チーフプロデューサー - 吉條英希（関西テレビ）
- プロデューサー - 稲田秀樹・山崎淳子（共同テレビ）、佐野拓水（関西テレビ）
- 技術プロデューサー - 名取佐斗史
- TD - 白田龍夫
- 撮影 - 大石弘宜
- スタジオカメラ - 大鋸恵太
- 映像 - 藤本伊知郎
- 録画 - 山本米勝
- 照明 - 三上日出志
- 音声 - 渡部満裕
- 選曲 - 泉清二（スポット）
- 音響効果 - 近藤隆史（スポット）
- 編集 - 朝原正志
- ライン編集 - 浅沼美奈子
- タイトルバック - 高岡直樹
- MA - 亀山貴之
- 美術プロデューサー - 津留啓亮
- 美術デザイン - 柳川和央
- 美術進行 - 森田智弘
- 大道具製作 - 内海靖之
- 大道具操作 - 小野将志
- 装飾 - 横山和也
- 持道具 - 長尾実由紀
- 衣裳 - 丸山佳奈
- スタイリスト - 谷口みゆき、イトウケンタ
- ヘアメイク - 齋藤恵理子
- かつら - 佐藤裕子
- アクリル装飾 - 中村哲治
- 建具 - 三田村賢
- 電飾 - 中園誠四郎
- 植木装飾 - 後藤健
- 美術車輌 - コマツサポートサービス
- ドッグトレーナー - 宮忠臣
- ドッグトレーナー助手 - 北澤昭人
- トリマー指導 - 出張トリミングMIRAI
- 警察監修 - 伊藤鋼一
- 法律監修 - 荻野明一（弁護士法人東京パブリック法律事務所）
- 医療指導 - 石崎理恵、渡邉絵美
- 編成 - 西澤宏隆（関西テレビ）、塩原充顕（フジテレビ）
- 宣伝 - 栄川歩美（関西テレビ）
- 広告 - 豊増雄（関西テレビ）
- ホームページ - 馬殿陽子
- スチール - 中岡美樹
- 車輌 - 森岡裕丈
- スタジオ管理 - 金子康貴
- ファイヤーエフェクト - パイロテック
- スタントコーディネート - 伊勢田隆弘
- スケジュール - 三木茂
- 演出補 - 根本和政
- CG - 石井教雄
- 制作担当 - 横澤淳
- 制作主任 - 鹿浜勉、山岸咲恵、堀田剛史
- 記録 - 外川恵美子
- プロデューサー補 - 久保田育美
- 協力 - バスク、フジアール、ベイシス、レモンスタジオ、レガートミュージック
- 制作著作 - 共同テレビ
- 制作 - 関西テレビ

## 放送日程
| 各話                                                       | 放送日   | サブタイトル         | 脚本                  | 演出       | 視聴率 |
| ---------------------------------------------------------- | -------- | -------------------- | --------------------- | ---------- | ------ |
| 第1話                                                      | 10月12日 | 復讐の幕が開く!      | 大久保ともみ 平野悠希 | 小林義則   | 15.4%  |
| 第2話                                                      | 10月19日 | 復讐の鬼・愛を捨てる | 大久保ともみ 平野悠希 | 小林義則   | 12.6%  |
| 第3話                                                      | 10月26日 | 追い込め・悪徳弁護士 | 大久保ともみ          | 植田泰史   | 10.8%  |
| 第4話                                                      | 11月02日 | 私を罪に陥れた奴ら   | 大久保ともみ          | 小林義則   | 14.7%  |
| 第5話                                                      | 11月09日 | 真犯人に天罰下る!    | 大久保ともみ          | 植田泰史   | 11.3%  |
| 第6話                                                      | 11月16日 | 愛と愛…衝撃の対決    | 大久保ともみ          | 白木啓一郎 | 11.3%  |
| 第7話                                                      | 11月23日 | 解ける謎、新たな敵へ | 大久保ともみ          | 小林義則   | 13.3%  |
| 第8話                                                      | 11月30日 | 愛の告白、私は殺人者 | 大久保ともみ          | 植田泰史   | 10.8%  |
| 第9話                                                      | 12月07日 | 女の執念・黒幕暴く!  | 大久保ともみ          | 小林義則   | 10.9%  |
| 第10話                                                     | 12月14日 | 遂に登場・黒幕の素顔 | 大久保ともみ          | 白木啓一郎 | 12.1%  |
| 最終話                                                     | 12月21日 | 永遠に愛してる…      | 大久保ともみ          | 小林義則   | 12.0%  |
| 平均視聴率 12.3%（視聴率は関東地区・ビデオリサーチ社調べ） |          |                      |                       |            |        |

## 冒頭ナレーション
毎回オープニングタイトルのナレーションを、その直前のカットに登場したキャストが担当している。
良心の呵責に苦しむのは人間だけ、悪魔に罪の意識など存在しない。 - 「ギルティ」
- 第1話：菅野美穂
- 第2話：玉木宏
- 第3話：唐沢寿明
- 第4話：吉瀬美智子
- 第5話：吉田鋼太郎
- 第6話：菅野美穂
- 第7話：吉田鋼太郎
- 第8話：吉瀬美智子
- 第9話：唐沢寿明
- 第10話：玉木宏、菅野美穂
- 第11話：菅野美穂、玉木宏

## 受賞歴
- 月刊『TVnavi』（扶桑社）のドラマ・オブ・ザ・イヤー（10月 - 12月期）で、主演女優賞（菅野美穂）、助演男優賞（玉木宏）、助演女優賞（吉瀬美智子）など3冠を獲得。